# Juana Azurduy de Padilla (provins)

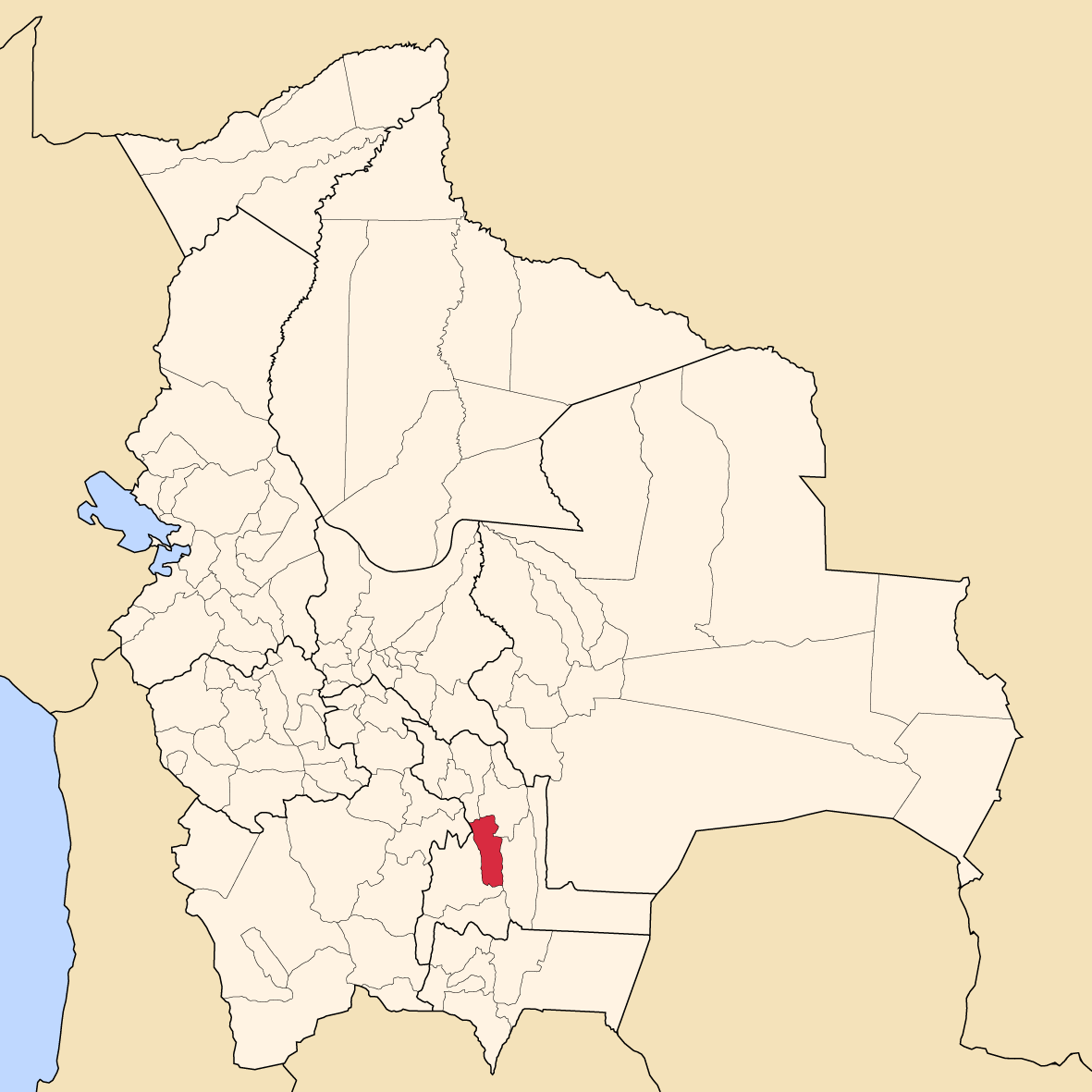
Provinsens läge i Bolivia

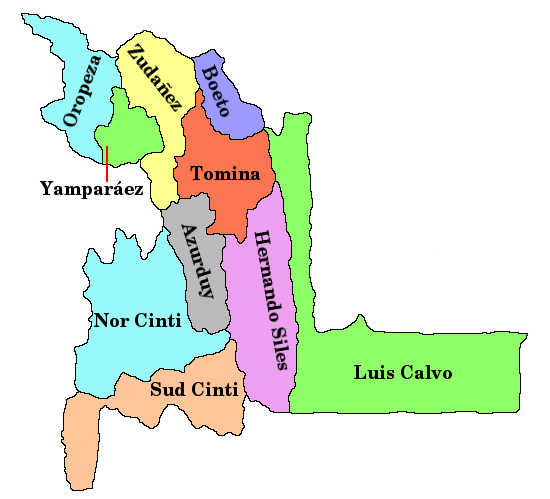
Provinser i Chuquisaca

Juana Azurduy de Padilla är en provins i departementet Chuquisaca i Bolivia. Den administrativa huvudorten är Azurduy.